# Massacre d'Ahmići
Le massacre d'Ahmići était un crime de guerre commis par le Conseil de défense croate (HVO) et l'unité spéciale «Jokers» contre des civils musulmans pendant le conflit croato-bosniaque de la guerre de Bosnie-Herzégovine le 16 avril 1993, dans le village d'Ahmići en Bosnie centrale. Plus de 100 civils, dont 32 femmes et 11 enfants, ont été tués et le village a été détruit.

## Prélude
Ahmići est un village de Bosnie-Herzégovine, dont la population est partagée entre Musulmans, majoritaires, et Croates. Le 20 octobre 1992, il passe en partie sous le contrôle des troupes du Conseil de défense croate (HVO), les forces militaires de la Communauté croate d'Herceg-Bosna, après un combat contre des miliciens musulmans locaux rassemblés au sein de la Défense territoriale (TO). Les Croates tiennent alors la partie basse du village, dont la population est mixte, tandis que les hommes du TO conservent la partie haute, où la population est musulmane.

## Déroulement
En avril 1993, les forces du HVO renforcent leur présence à Ahmići et installent une caserne. Le 16 avril 1993, elles repassent à l'attaque. À 5h30, l'artillerie croate ouvre le feu, puis les soldats lancent l'assaut. Les troupes du Conseil de défense croate (HVO), des Forces de défense croates (HOS) et de l'unité spéciale « Vitezovi » (« Les Chevaliers »), prennent part à l'attaque. Les soldats croates entrent dans les maisons et massacrent 116 civils musulmans, dont 33 femmes et enfants,. En plus des morts, 24 villageois sont également blessés. Les maisons des Musulmans sont incendiées et le minaret de la mosquée est détruit. 
Le massacre est ensuite découvert par des Casques bleus de l'armée britannique. Ces derniers constatent alors que toutes les maisons des Musulmans ont été détruites, mais qu'aucune des maisons des Croates n'a été endommagée. 

## Suites
Le 14 janvier 2000, après 16 mois d'audition au cours desquelles ont été entendus 158 témoins, le Tribunal pénal international pour l'ex-Yougoslavie (TPIY) condamne Vladimir Santic, ex-chef local de la police militaire du HVO, à 25 ans de prison, Drago Josipovic à 15 ans, Zoran Kupreskic, à 8 ans, Vlatko Kupreskic à 10 ans et Vlatko Kupreskic à 6 ans de détention, tandis qu'un sixième accusé, Dragan Papic, est acquitté au bénéfice du doute. Le juge Antonio Cassese, qui préside le tribunal, déclare alors qu'« Indiscutablement, ce qui s'est passé le 16 avril 1993 à Ahmići est entré dans l'histoire comme étant l'une des illustrations les plus répugnantes et abjectes de l'inhumanité de l'homme ». Cependant, le 23 octobre 2001, le TPIY annule pour vice de procédure les condamnations de Mirjan, Zoran et Vlatko Kupreskic. Les peines de Vladimir Santic et Drago Josipovic sont également réduites à 15 et 12 ans.
Dario Kordić, qui était à l'époque vice-président du HDZ BiH, a été condamné à 25 ans de prison et Miroslav Bralo, membre de l’unité « Jokers », à 20 ans pour ces crimes.

### Vidéographie
- [vidéo] Ahmici massacre - 16 April 1993, International Criminal Tribunal for the former Yugoslavia (ICTY), 16 avril 2014.

### Filmographie
- Warriors, l'impossible mission